# Megaphyllum macedonicum
Megaphyllum macedonicum är en mångfotingart som beskrevs av Pius Strasser 1967. Megaphyllum macedonicum ingår i släktet Megaphyllum och familjen kejsardubbelfotingar. Inga underarter finns listade i Catalogue of Life.